# 鳳鳴
鳳鳴（ほうめい）は、隋末唐初に梁政権を樹立し自立した蕭銑が建てた私年号。
617年 - 618年。

## 西暦・干支との対照表
| 鳳鳴 | 元年  | 2年   |
| 西暦 | 617年 | 618年 |
| 干支 | 丁丑  | 戊寅  |